# Sessøya
Sessøya er en ø i Tromsø kommune i Troms og Finnmark fylke i Norge. Øen ligger på vestsiden af Kvaløya, nordvest for Ersfjorden. Navnet er kommer antagelig af fuglenavnet sæding (en mågeart). Den lille bygd ligger på indersiden af øen, beskyttet for vejr og vind, og over for Rekvik, som ligger mod øst, på den modsatte side af Sessøyfjorden.

## Historie
I 1567 havde øen fire beboere som boede i kåter. I 1770 er der et tømret hus på Sessøya, og derefter har der boet folk på øen stort set hele tiden. Der var en del huse på øen og man levede af fiskeri, - fangsten leverede man  i Rekvik.